# Richard Morton
Richard Morton (Worcestershire, 1637 – 1698) è stato un medico inglese. il 20 dicembre 1670, sotto segnalazione del principe William ebbe il dottorato in medicina ad Oxford

## Studi
Famoso per i suoi studi sulla tubercolosi, il primo medico dopo Galeno a farli, quando la malattia non aveva ancora quel nome, che ebbe soltanto nel 1839 grazie a studi di Johann Lukas Schönlein. Pubblicò tutte le sue scoperte in un libro Phthisiologia. Aveva anche scoperto per primo i tubercoli.